# Ano Internacional das Línguas
O ano de 2008 foi declarado o Ano Internacional das Línguas pela Organização das Nações Unidas, numa resolução aprovada em 16 de Maio de 2007.
O Ano é destinado a abordar as questões da diversidade linguística (no contexto da diversidade cultural), de respeito por todas as línguas, e multilinguismo. A resolução também serve para a discussão sobre as questões linguísticas na própria Organização das Nações Unidas.
A UNESCO é a responsável pela coordenação, e é oficialmente lançada por ocasião do Dia Internacional da Língua Materna, a 21 de Fevereiro de 2008.